# Gino Rigato
Gino Rigato (Trieszt, 1920. augusztus 8. – Mestre, 1993. június 19.) olasz nemzetközi labdarúgó-játékvezető.

## Pályafutása

### Nemzeti játékvezetés
A küldési gyakorlat szerint rendszeres partbírói tevékenységet is végzett. Az I. Liga játékvezetőjeként 1964-ben vonult vissza. Első ligás mérkőzéseinek száma: 207. Ezzel a teljesítménnyel az olasz örök ranglistán a 10.

#### Nemzeti kupamérkőzések
Vezetett kupadöntők száma: 1.

##### Olasz labdarúgókupa
Az olasz JB elismerve szakmai felkészültségét megbízta a döntő mérkőzés koordinálásával.
| Időpont          | Helyszín                         | Mérkőzés típusa | Mérkőzés             | Eredmény |
| ---------------- | -------------------------------- | --------------- | -------------------- | -------- |
| 1961. június 11. | Artemio Franchi Stadion, Firenze | döntő           | ACF Fiorentina–Lazio | 2 : 0    |

### Nemzetközi játékvezetés
Az Olasz labdarúgó-szövetség Játékvezető Bizottsága (JB) terjesztette fel nemzetközi játékvezetőnek, a Nemzetközi Labdarúgó-szövetség (FIFA) 1960-tól tartotta nyilván bírói keretében. Több nemzetek közötti válogatott és klubmérkőzést vezetett, vagy működő társának partbíróként segített. Az aktív nemzetközi játékvezetéstől 1964-ben  búcsúzott. Válogatott mérkőzéseinek száma: 5.

#### Olimpiai játékok
Az 1960. évi nyári olimpiai játékok labdarúgó tornájának mérkőzésein a FIFA JB kizárólag partbírói feladatokkal bízta meg.

#### A magyar labdarúgó-válogatott mérkőzései (1902–1929)
A magyar labdarúgó-válogatott 371. nemzetközi találkozóját irányította.
| Időpont        | Helyszín                       | Mérkőzés típusa | Mérkőzés                 | Eredmény | Nézők száma |
| -------------- | ------------------------------ | --------------- | ------------------------ | -------- | ----------- |
| 1961. május 7. | Marcel Saupin Stadion, Belgrád | 371. barátságos | Jugoszlávia–Magyarország | 2 : 4    | 60 000      |

## Külső hivatkozások
- Gino Rigato. World Referee. [2011. szeptember 22-i dátummal az eredetiből archiválva]. (Hozzáférés: 2011. július 16.)
- Gino Rigato. zerozerofootball.com. (Hozzáférés: 2011. július 16.)[halott link]
- Gino Rigato. footballdatabase.eu. (Hozzáférés: 2011. július 16.)
- Gino Rigato. eu-football.info. (Hozzáférés: 2012. december 27.)

| Elődje: Raoul Righi | Olasz labdarúgókupa döntő 1960–1961 | Utódja: Pietro Bonetto |

| Elődje: Giovanni Galeati | A Ligás mérkőzéseinek száma 207 | Utódja: Ismeretlen |